# Isla Lif
La isla Lif es una pequeña isla de las islas Tanga de Papúa Nueva Guinea, situada al este de Nueva Irlanda. Se encuentra al suroeste de la isla Malendok y al norte de la isla Tefa. Los principales asentamientos son Balamfal y Kitkita.